# Ernst Grabbe

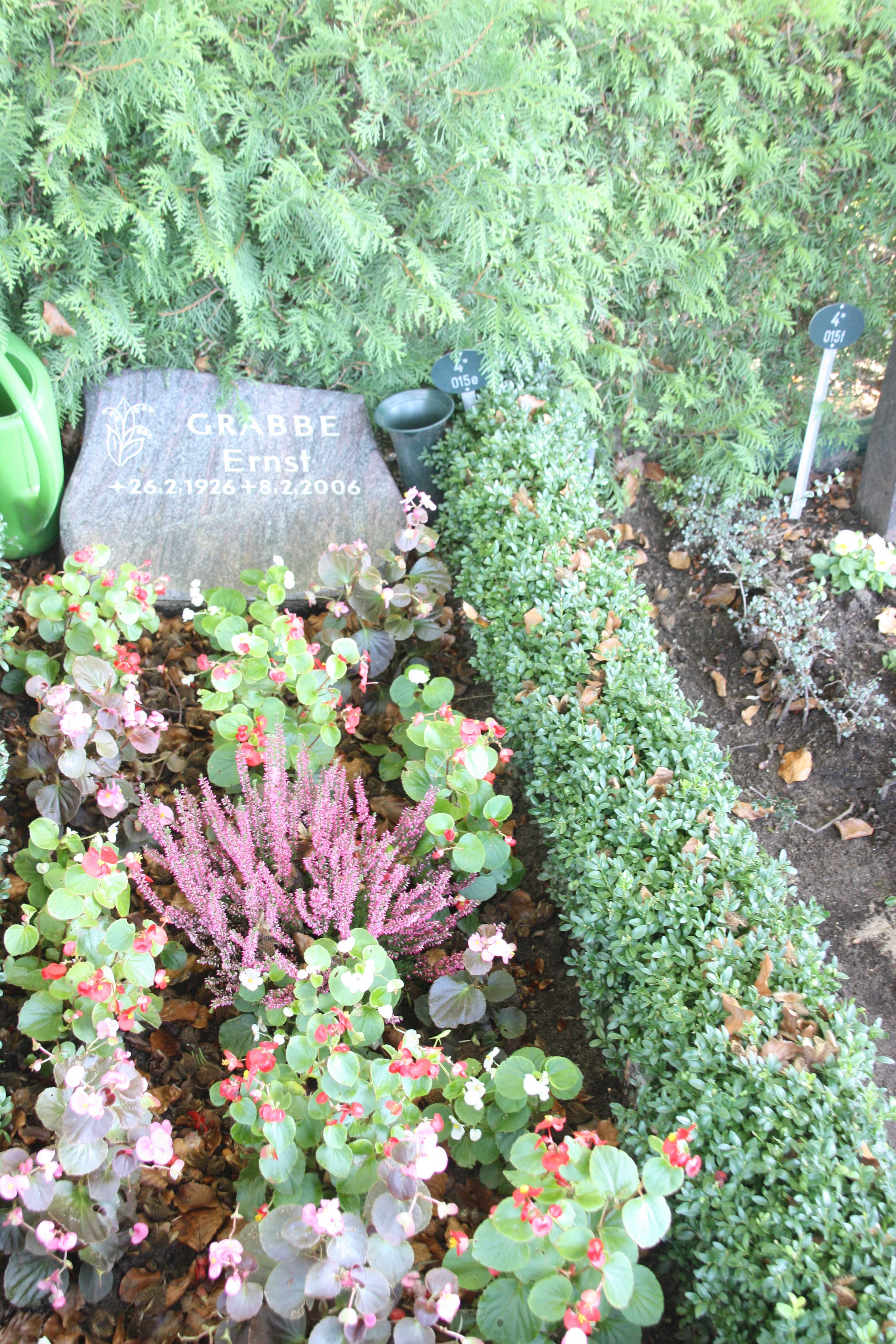
Grab von Ernst Grabbe auf dem Rahlstedter Friedhof

Ernst Grabbe (* 26. Februar 1926 in Hamburg; † 8. Februar 2006 ebenda) war ein deutscher Theater- und Fernsehschauspieler.

## Leben
Der gebürtige Hamburger wuchs in seiner Heimatstadt auf. Nach der Schulausbildung nahm er Gesang- und Schauspielunterricht. Sein erstes Bühnenengagement erhielt er 1946 in Neustadt in Holstein. Anschließend ging er wieder zurück nach Hamburg an das dortige St.-Pauli-Theater. Im Jahre 1954 holte ihn Hans Mahler an das Ohnsorg-Theater. Diese Bühne wurde fortan zu seiner künstlerischen Heimstätte. Durch die zahlreichen Fernsehübertragungen aus diesem Hause erlangte er rasch einen hohen Bekanntheitsgrad beim Publikum.
Bedingt durch seine äußere Erscheinung verkörperte er viele Jahre lang häufig Personen, die deutlich älter als er selbst waren, wie beispielsweise in Zwei Kisten Rum (1958) mit Walter Scherau und Jochen Schenck, Schweinskomödie (1962) mit Walter Scherau und Christa Wehling,  Tratsch im Treppenhaus (1962) mit Henry Vahl und Erna Raupach-Petersen, Kein Auskommen mit dem Einkommen (1966) mit Otto Lüthje und Heidi Kabel, Nichts gegen Frauen (1966) mit Werner Riepel und Heinz Lanker, Die Kartenlegerin (1968) mit Heidi Kabel, Edgar Bessen und Otto Lüthje, Mein Mann, der fährt zur See (1971) mit Christa Wehling und Werner Riepel und Ein Mann ist kein Mann (1989) mit Heidi Mahler, Heidi Kabel und Herma Koehn. 
Schon 1958 war er in einer Stahlnetz-Episode aufgetreten. Seitdem war Grabbe in verschiedenen Fernsehproduktionen aus Norddeutschland zu sehen, u. a. in den Serien Hafenpolizei (Folge: Der Nerz) mit Eberhard Fechner, Hafenkrankenhaus mit Anneli Granget oder in Polizeifunk ruft (Folge: Der Pferdenarr) mit Josef Dahmen.
Außerdem stellte er ab 1962 in der regelmäßig vom NDR produzierten Unterhaltungssendung Haifischbar zusammen mit Hilde Sicks das Gastwirtspaar dar. Das Studio war einer typischen Hamburger Hafenkneipe nachempfunden. In jeder Folge waren damals bekannte Sänger wie Lale Andersen, Freddy Quinn und Ralf Bendix und Schauspieler wie Henry Vahl, Otto Lüthje und Heidi Kabel zu Gast. 
Auch in einigen Hörspielproduktionen wirkte er mit, wie 1961 als Hafenpolizist Rüter in dem niederdeutschen Mundarthörspiel Bootsmann Bünger, einem Krimi nach einer Geschichte von Rudolf Kinau. Unter der Regie von Günther Siegmund sprachen u. a. Rudolf Beiswanger, Anni Hartmann und Karl-Heinz Kreienbaum. 
Ernst Grabbe war verheiratet und war Vater einer Tochter. Er starb kurz vor seinem 80. Geburtstag in seiner Vaterstadt. Er wurde in der Familiengrabstätte (Grab Nr. 4*015e) auf dem Rahlstedter Friedhof in Hamburg beigesetzt.

## Filmografie (Auswahl)
- 1958: Stahlnetz: Die Tote im Hafenbecken
- 1966: Hafenpolizei – Der Nerz
- 1967: Polizeifunk ruft – Der Pferdenarr
- 1968: Otto und die nackte Welle
- 1968: Hafenkrankenhaus – Der Vierkaräter